# Matt Bushell
Pour les articles homonymes, voir Bushell.
Matt Bushell est un acteur américain, né à Framingham (Massachusetts) le 8 janvier 1974.

## Biographie
Habitué du petit écran, Matt Bushell a joué de nombreux petits rôles dans des séries telles que Les Experts : Miami, NCIS : Enquêtes spéciales, Cold Case : Affaires classées, Angel, 24 heures chrono, New York Police Blues.
Au cinéma, on l'a vu en 2006 dans En territoire ennemi 2 et en 2008 dans Twilight, chapitre I : Fascination ainsi que dans le troisième film réalisé par George Clooney Jeux de dupes.

## Filmographie
- 2006 : En territoire ennemi 2 de James Dodson : Chef Neil Calahan dit 'Spaz'
- 2008 : Shelter de Jonah Markowitz : Alan
- 2008 : Twilight, chapitre I : Fascination de Catherine Hardwicke : Phil Dwyer
- 2008 : Jeux de dupes de George Clooney : Curly
- 2009 : Twilight, chapitre II : Tentation de Chris Weitz : Tentation
- 2011 : S.W.A.T Fire Fight de Benny Boom (en) : Danny Stockton
- 2013 : Phantom de Todd Robinson : Sentry